# TVP Polonia
TVP Polonia, Telewizja Polonia (dawniej TV Polonia) – polski kanał satelitarny Telewizji Polskiej, skierowany głównie do Polaków mieszkających za granicą, dystrybuowany jednak również w Polsce. Kanał TVP Polonia rozpoczął regularną emisję 31 marca 1993, choć wcześniej, od 24 października 1992, nadawana była emisja próbna programu.
Pod koniec 1996 i na początku 1997 roku TV Polonia nadawała w systemie PALplus.
Wiosną 2018 rozpoczęto reemisję stacji w ramach naziemnej telewizji cyfrowej na terenie Litwy.
Część materiałów dostępna jest również na żywo na platformie HbbTV, serwisie TVP Stream, TVP GO i w aplikacji TVP Polonia.

## Ramówka
Ramówka TVP Polonia jest w dużej mierze przygotowywana w oparciu o zasoby Telewizji Polskiej (polskie filmy fabularne i seriale, filmy dokumentalne i reportaże). W TVP Polonia pokazywane są np. najważniejsze programy informacyjne TVP1 – 19.30 oraz Teleexpress oraz Panorama - TVP2
Dużą część programów TVP Polonia stanowią magazyny polonijne, krajoznawcze, programy kulturalne i rozrywkowe, koncerty i spektakle Teatru Telewizji. Aktualnie wybrane filmy i seriale emituje się w TVP Polonia z napisami w języku angielskim nałożonymi na ekran i/lub polskimi dostępnymi w teletekście. Co tydzień w niedzielę są transmisje mszy. 
Od 1 września 2020 roku kanał TVP Polonia jest dostępny w jakości HD. W lutym 2022 kanał zakończył nadawanie w jakości HD w telewizji naziemnej i został zastąpiony przez TVP3 Warszawa HD. Program wrócił do telewizji naziemnej we wrześniu 2022 roku.

## Odbiór
W Europie sygnał satelitarny kanału TVP Polonia nie jest kodowany i można go odbierać za pośrednictwem satelity Hot Bird, Astra i Eutelsat W3A. Odbiór programu jest także możliwy w sieciach telewizji kablowej w Austrii, Belgii, Białorusi, Bułgarii, Czechach, Danii, Estonii, Finlandii, Francji, Gruzji, Hiszpanii, Litwie, Łotwie, Niemczech, Rumunii, Słowacji, Szwajcarii, Szwecji, Ukrainie, Węgrzech i Wielkiej Brytanii (w Anglii, Szkocji, Walii i Irlandii Północnej), gdzie dostępny jest za dodatkową opłatą. Za pomocą nadajników naziemnych program jest rozpowszechniany na Litwie i Ukrainie, a za pomocą technologii ADSL także we Francji. W Ameryce Północnej sygnał Telewizji Polonia jest rozpowszechniany przez GlobeCast Direct TV, w Ameryce Południowej dzięki satelicie Satmex oraz systemowi direct to home. Program jest też odbierany w Australii i Kazachstanie, a także za pośrednictwem Internetu (transmisja płatna on demand).
Prawa autorskie na wyłączną dystrybucję TVP Polonia na terenie Ameryki Północnej i Południowej sprzedane zostały w okresie początkowej transformacji w 1994 na 25 lat. Nabywcą jest Bogusław Spanski, który wyemigrował do Kanady na początku lat 80., a w 2015 kandydował na senatora do Senatu RP. W związku z tym, od początku dystrybucji programu TVP Polonia na kontynentach amerykańskich (która ruszyła w 1995 roku), TVP kodowała nadawane programy w taki sposób, aby ich oglądanie nie było możliwe bez pośrednictwa Spanski Enterprises. Do tego celu używa się funkcji „geoblocking” – blokady geograficznej.
W 2014 TVP została pozwana przez SEI za darmowe udostępnianie na swojej stronie w obu Amerykach 51 odcinków następujących produkcji: Galeria (odc. 4-25), Głęboka woda (odc. 13), M jak miłość (odc. 884-895), Plebania (odc. 1825-1829) i Rezydencja (odc. 48-58). Ten incydent posłużył jako podstawa do 4-letniej batalii sądowej prawników w USA w której ostateczny wyrok zapadł na korzyść Spanski Enterprises. Sąd USA nakazał TVP wypłatę ponad 3 mln dolarów (60 000 $ za każdy odcinek serialu) na korzyść Spanski Enterprises.
Sprawy blokowania dostępu do TVP Polonia przez firmę Spanski Enterprises dyskutowane były na posiedzeniu Komisji Senackiej do Spraw Emigracji i Łączności z Polakami za Granicą (nr 45) w lipcu 2017 roku.
Jak wskazano w raporcie z tego posiedzenia, umowa na monopol dla Spanski Enterprises udostępniania TVP Polonia dla odbiorców w tak ważnej części świata jakim są kontynenty amerykańskie z największą liczbą polskojęzycznej Polonii, obowiązywała do listopada 2019. Sygnał TVP Polonia sprzedawany przez Spanski Enterprises w Kanadzie był niskiej jakości, gdyż nie była to emisja HD.
13 grudnia 2019 wygasł oryginalny termin 25-letniej umowy na dystrybucję TVP Polonia na teren obu Ameryk. Mimo tego dystrybucja kanału na tych terenach została przerwana ze względu na trwający spór wynikający z jednostronnego przedłużenia umowy przez Spanski Enterprises. Z tego samego powodu obsługiwana przez tę firmę specjalna strona internetowa umożliwiająca odpłatny odbiór programów tej stacji w Internecie w Ameryce Północnej i Południowej też została zamknięta. 15 lipca 2021 roku stacja stała się ponownie dostępna w Ameryce Północnej.
W Polsce kanał poza niekodowanym przekazem satelitarnym, platformami cyfrowymi i sieciami kablowymi można także było odbierać od 2011 roku na III multipleksie (przeznaczonym dla telewizji publicznej) naziemnej telewizji cyfrowej – jednakże przekaz został wyłączony 19 lipca 2016 i TVP Polonia zakończyła tam swoje nadawanie. Miało to związek z planowanym wprowadzeniem na multipleks TVP Info HD oraz dodatkowego kanału TVP Sport, który dołączył do telewizji naziemnej 7 czerwca 2018. Jesienią 2020 r. kanał powrócił do telewizji naziemnej w wybranych lokalizacjach, w ramach testowego multipleksu technologii DVB-T2/H.265, która w 2022 roku zastąpiła dotychczasowy system nadawania części multipleksów telewizji naziemnej. 15 lutego 2022 TVP Polonia HD zakończyła nadawanie w MUX Testowym TVP na rzecz TVP3 Warszawa HD. 20 września 2022 r. ponownie przywrócono naziemną emisję kanału TVP Polonia HD, także na multipleksie testowym Telewizji Polskiej.

## Logo TVP Polonia

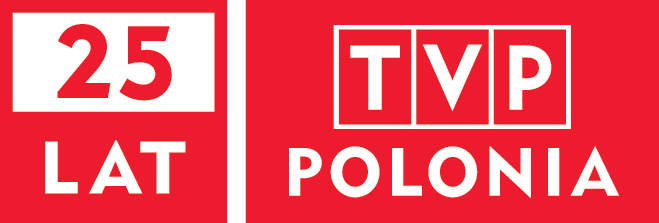
Logo emitowane z okazji 25 urodzin TVP Polonia

## Logo TVP Polonia[19]
| Lata                                 | Opis | Logo            |
| Jako TV Polonia                      | Jako TV Polonia | Jako TV Polonia |
| ------------------------------------ | --- | --------------- |
| 24 października 1992 – 30 marca 1997 | Zielone T, czerwone V i niebieski napis POLONIA. Nad pochyłym napisem flaga Polski. Od 19 kwietnia 1993 logo ekranowe było w lewym górnym rogu (od 31 marca do 18 kwietnia 1993 w prawym dolnym rogu). |                 |
| 31 marca 1997 – 6 marca 2003         | Biało-czerwony pasek, pod nim napis TV POLONIA. |                 |
| Jako TVP Polonia                     | |                 |
| 7 marca 2003 – 3 lutego 2020         | Logo TVP, pod nim napis POLONIA na czerwonym tle. Na ekranie w prawym górnym rogu bez tła. Do 20 grudnia 2021 logo występowało w oprawie stacji.                                                       |                 |
| od 4 lutego 2020                     | Logo TVP na czerwonym tle, pod spodem czerwony napis POLONIA. Na ekranie w prawym górnym rogu białe. Od 21 grudnia 2021 logo pojawia się również w oprawie stacji.                                     |                 |

### Tymczasowe zmiany logotypu
- W 2018 roku z okazji 25-lecia stacji obok logo TVP Polonia, na biało-czerwonym tle stylizowanym na flagę Polski, dodano napis: 25 lat[23].
- W 2023 roku z okazji 30-lecia stacji w lewym górnym rogu loga TVP Polonia dodano stylizowany napis: 30 lat[24].
- Na czas żałoby narodowej logo zmienia kolor na czarny.

## Prezenterzy
- Monika Jóźwik (1994–2009)
- Agata Konarska (1997- ...)
- Krzysztof Mielańczuk (1993–2001)
- Łukasz Kardas (2011)
- Elżbieta Oppenauer-Kardas (2011–2013)
- Anna Wanda Głębocka (1993–1996)
- Alicja Mikołajczyk (1995–2002)